# Simfonia núm. 2 (Kantxeli)
La Simfonia núm. 2 Cants, va ser composta per Guia Kantxeli el 1970 i es va estrenar el 31 d’octubre de 1970 a Tbilisi, per l'Orquestra Simfònica de l'Estat de Geòrgia, dirigida per Djànsug Kakhidze. Amb un sol moviment, té una durada de 21 minuts.

## Música
La Segona Simfonia de Kantxeli està dividida en tres seccions que s'interpreten sense pausa: Adagio, Allegro i Adagio. Es va inspirar en melodies populars georgianes polifòniques, tot i que mai no les cita directament. La simfonia pot entendre’s com una recreació personal dels antics cants rituals transmesos per tradició oral.
Kantxeli reprèn els recursos formals de la Primera, però amb materials temàtics més diversos. L’obra destaca per la imaginació sonora del compositor i la seva habilitat com a orquestrador, combinant instruments de manera insòlita per crear una gran riquesa de colors. En lloc de melodies definides, Kantxeli treballa amb blocs sonors i textures. L’estil recorda la Simfonia dels Salms de Stravinski -a qui el compositor admirava especialment en la seva joventut-, sobretot en l’escriptura per a metalls i cordes, i també té precedents en la seva pròpia obra Largo i Allegro (1963), per a cordes, piano i timbales.
Al tercer moviment apareixen sons de campanes, un element recurrent en les simfonies de Kantxeli. La intervenció d’una veu solista masculina, que rememora les antigues lamentacions rituals, intensifica el caràcter dramàtic de l’obra. També es pot percebre la influència del compositor i folklorista georgià Kachi Rosebatxvili, a través de la seva obra de cants d’església polifònics tradicionals, Chants d’église, publicada el 1968.

## Instrumentació
El compositor va concebre la Segona Simfonia per a la següent plantilla: 4 flautes, 3 oboès, 3 clarinets, 3 fagots; 4 trompes, 4 trompetes, 3 trombons, 1 tuba; 8 percussionistes (timbales, triangle, pandereta, caixa, bombo, plats, tam-tam, campanes tubulars, glockenspiel, marimba); arpa; piano i cordes.